# Epalpus niveus
Epalpus niveus là một loài ruồi trong họ Tachinidae.